# Chaenorhinum serpyllifolium
Chaenorhinum serpyllifolium é uma espécie de planta com flor pertencente à família Scrophulariaceae. 
A autoridade científica da espécie é (Lange) Lange, tendo sido publicada em Willk. & Lange, Prodr. Fl. Hispan. 2: 578 (1870).

## Portugal
Trata-se de uma espécie presente no território português, nomeadamente os seguintes táxones infraespecíficos:
- Chaenorhinum serpyllifolium subsp. lusitanicum - presente em Portugal Continental. Em termos de naturalidade é endémica da região atrás referida. Encontra-se protegida por legislação portuguesa ou da Comunidade Europeia, nomeadamente pelo Anexo II e IV da Directiva Habitats.